# La sirenetta (film 1989)
La sirenetta (The Little Mermaid) è un film d'animazione del 1989 sceneggiato e diretto da Ron Clements e John Musker.
Basato sull'omonima fiaba di Hans Christian Andersen, è il 28º Classico Disney secondo il canone ufficiale, la versione originale si avvale delle voci di Jodi Benson, Pat Carroll, Samuel Wright, Christopher Daniel Barnes, Kenneth Mars, Buddy Hackett, Jason Marin e René Auberjonois.
Distribuito da Buena Vista Pictures è uscito nelle sale il 17 novembre 1989, con grande successo di critica, guadagnandosi elogi per l'animazione, i personaggi e le musiche. Fu anche un successo commerciale, guadagnando 84 milioni di dollari al botteghino Nordamericano durante la sua uscita iniziale e 233 milioni di dollari lordi totali in tutto il mondo. Il film ha vinto due Premi Oscar per la migliore colonna sonora e la migliore canzone (Under the Sea).
Insieme ai successi di Basil l'investigatopo (1986), Chi ha incastrato Roger Rabbit (1988) e Oliver & Company (1988), a La sirenetta è stato dato il merito di aver infuso nuova vita all'arte dei film d'animazione Disney, dopo una serie di fallimenti critici o commerciali prodotti dalla Disney fin dai primi anni settanta. La sirenetta diede anche inizio all'era nota come il Rinascimento Disney.
Un adattamento teatrale del film con un libro di Doug Wright e altre canzoni di Alan Menken e il nuovo paroliere Glenn Slater esordì a Denver nel luglio 2007 e iniziò le esibizioni a Broadway il 10 gennaio 2008.
Nel 2022 il film è stato selezionato per la conservazione nel National Film Registry degli Stati Uniti dalla Biblioteca del Congresso come "culturalmente, storicamente o esteticamente significativo".

## Trama
Ariel è una principessa sirena bella e curiosa del mondo umano e insoddisfatta della sua vita nel regno sottomarino di Atlantica. Con il suo migliore amico, il pesciolino Flounder, Ariel raccoglie oggetti umani per poi portarli al gabbiano Scuttle, che offre ai due una conoscenza inesatta degli usi e costumi umani. Per questo motivo il padre di Ariel, il Re Tritone e il suo consigliere il granchio Sebastian si lamentano, perché il contatto tra mondo umano e mondo marino è proibito. Nel frattempo, Ursula, la malefica strega del mare (acerrima nemica di Tritone), tiene d'occhio la sirena a distanza, meditando un piano per poter prendere il controllo di Atlantica, da cui era stata esiliata.
Una notte, Ariel, Flounder e Sebastian viaggiano fino alla superficie del mare per vedere una nave piena di umani che festeggiano il compleanno del principe Eric, di cui Ariel si innamora a prima vista. All’improvviso però, sopraggiunge una tempesta e lei salva il ragazzo dall'annegamento, trasportandolo fino alla spiaggia; Ariel canta per lui, ma per evitare di essere scoperta se ne va non appena egli riprende conoscenza. Affascinato dal ricordo della sua voce, Eric giura di trovare solo colei che lo ha salvato e ha cantato per lui, mentre Ariel spera di trovare un modo per unirsi a lui e al suo mondo. Notando un cambiamento nel comportamento di Ariel, Tritone interroga Sebastian e viene a sapere dell' amore di sua figlia per Eric. Furibondo, Tritone raggiunge Ariel nella sua grotta e, dopo averla rimproverata, distrugge col suo tridente gli oggetti umani che lei e Flounder avevano collezionato. Appena Tritone (nascondendo un po' di dispiacere per il gesto compiuto) se ne va, Ariel scoppia a piangere; Flotsam e Jetsam, due murene al servizio di Ursula, sopraggiungono proprio in quel momento e suggeriscono ad Ariel di fare visita alla loro padrona affermando che lei potrebbe aiutarla.
Ursula infatti fa firmare ad Ariel un contratto, secondo cui lei verrà trasformata in un essere umano per tre giorni; entro il terzo giorno prima che il sole tramonti Ariel dovrà ricevere il "bacio del vero amore" da Eric in modo da rimanere umana, altrimenti si ritrasformerà in una sirena e apparterrà ad Ursula. In cambio di ciò, la strega esige la voce di Ariel, che viene messa in una conchiglia. Appena diventata umana e incapace di nuotare e respirare sott'acqua, Ariel viene portata in superficie da Flounder e Sebastian, e sulla spiaggia incontra Scuttle, che la veste con un vecchio lenzuolo. Più tardi, Eric trova Ariel e la porta al suo castello senza sapere che è proprio lei che gli ha salvato la vita, ma pensando che sia una muta sopravvissuta a un naufragio. I due trascorrono del tempo insieme: grazie all'aiuto di Sebastian, alla fine del secondo giorno riescono quasi a baciarsi, venendo però ostacolati da Flotsam e Jetsam, mandati da Ursula che stava spiando tutti i movimenti di Ariel. Furiosa per il quasi successo di quest'ultima che l'avrebbe resa libera dall’incantesimo, la terribile strega decide di trasformarsi in una bella ragazza di nome Vanessa per apparire a Eric cantando con la voce di Ariel, lanciandogli un incantesimo ipnotico e sinistro che gli fa dimenticare la sirena. 
Il giorno dopo, Ariel scopre con orrore che Eric si sposerà con Vanessa. Mentre la nave nuziale salpa, Scuttle scopre che Vanessa è Ursula (avendo visto il suo vero volto riflesso in uno specchio) e informa Ariel, che si dirige verso l'imbarcazione con l'aiuto di Flounder. Nel frattempo, Sebastian va a informare Re Tritone e Scuttle manda a monte il falso matrimonio, ordinando a vari animali di gettarsi addosso alla falsa sposa. Nel caos che ne segue, la conchiglia intorno al collo di Vanessa si rompe, restituendo la voce ad Ariel e rompendo l'ipnosi su Eric, ma proprio in quel momento il sole tramonta e Ariel si ritrasforma in una sirena. Ursula riprende il proprio aspetto e trascina Ariel in mare, ma viene fermata da Tritone, che esige la liberazione della figlia, ma il contratto che lei ha firmato è indistruttibile. Sotto suggerimento della strega, il re decide di prendere il posto di Ariel come prigioniero: lei viene liberata, mentre lui diventa un polipo (come tutti quelli che le hanno chiesto favori), perdendo la sua autorità su Atlantica. Ursula, impossessatasi del tridente e della corona, si dichiara nuova sovrana, ma prima che possa usare il tridente, Eric la attacca con un arpione. La strega tenta di ucciderlo, ma Ariel interviene, facendo sì che Ursula elimini involontariamente Flotsam e Jetsam. Infuriata, la donna usa il tridente per crescere a dismisura. 
Divenuta gigantesca, l'infida Ursula ottiene così il pieno controllo di tutto l'oceano, creando una tempesta con un maelstrom che fa riaffiorare i relitti. Eric requisisce una nave naufragata e, prima che la strega possa fare del male ad Ariel, la trafigge con il suo bompresso scheggiato. Con la morte di Ursula, Tritone e tutti gli altri polipi nel suo giardino ritornano alle loro forme originali. Rendendosi conto che Ariel ama veramente Eric e che non tutti gli umani sono cattivi, un ravveduto e felicissimo Tritone la trasforma volentieri da sirena in un essere umano. Dopo essersi riappacificata con il padre, Ariel si sposa su una nave con Eric: i due partono, venendo salutati da tutto il regno di Atlantica.

## Personaggi
- Ariel, doppiata da Jodi Benson: la protagonista del film. Principessa Sirena di Atlantica e figlia più giovane di Re Tritone, ha 16 anni ed è avventurosa, testarda, dolce e affascinata dal mondo umano, e per questo è l'unica della sua famiglia a non temerlo. Quando si innamora del principe Eric, fa un patto con la strega del mare Ursula per andare sulla terraferma e farlo innamorare.[14]
- Principe Eric, doppiato da Christopher Daniel Barnes: il principe affascinante e sognante del regno in cui vive. Quando Ariel lo salva lui la vede un istante, rimanendo affascinato dalla sua voce. Pensando che sia la ragazza giusta per lui, la cerca per molto tempo. Solo quando lei arriva nel suo regno riuscirà a conoscerla davvero, innamorandosi di lei.[15]
- Ursula, doppiata da Pat Carroll: la principale antagonista del film. È una strega del mare manipolatrice e connivente per metà umana (però dalla carnagione violacea) e per metà piovra che desidera ardentemente diventare regina di Atlantica, e per questo non esiterà ad usare Ariel. Un tempo viveva alla corte di Tritone ma venne in seguito bandita e proprio per questo, medita vendetta verso il sovrano di Atlantica. Alla fine della battaglia con Ariel, Flounder e Sebastian viene uccisa dal principe Eric. Nel musical teatrale viene rivelato che Ursula è la sorella di Tritone e perciò zia di Ariel.[15]
- Re Tritone, doppiato da Kenneth Mars: il re di Atlantica e il padre severo e iperprotettivo di Ariel, che ha pregiudizi nei confronti degli umani. In passato odiava il mondo umano e proibisce a chiunque di entrarci in contatto. Sebbene sia molto brusco con la figlia, in realtà le vuole molto bene. Alla fine dopo aver capito quanto forte sia l'amore che lega Ariel e Eric, la lascia vivere con gli umani.[15]
- Flounder, doppiato in inglese da Jason Marin: è un sergente maggiore, il migliore amico di Ariel, e suo compagno di avventure. Vuole molto bene ad Ariel e per questo non esita a mettersi contro Ursula nonostante la tema, così come teme gli squali e tutto quello che può metterlo in pericolo.[15]
- Sebastian, doppiato da Samuel E. Wright: il granchio consigliere del re e compositore di corte. Rispetta molto re Tritone e sebbene anche lui sia molto severo con Ariel, in realtà le vuole molto bene. Teme il mondo degli umani e per questo tenta senza successo di convincere Ariel a starne lontana, ma allo stesso tempo capisce i suoi sentimenti e quindi si dimostra ambiguo nel parteggiare a tratti per le idee del sovrano e a tratti per i desideri della principessa.[15]
- Scuttle, doppiato da Buddy Hackett: un gabbiano amico di Ariel. È lui a spiegare a cosa servano gli oggetti umani che trova Ariel, dando però spiegazioni assurde o prendendo lucciole per lanterne. Tenterà più volte di aiutare Ariel, ottenendo spesso, senza volerlo, l'effetto opposto. Tuttavia si rivelerà fondamentale nel rovinare il piano di Ursula.[15]
- Louis, doppiato da René Auberjonois: il cuoco francese del castello dove vive Eric. Il granchio Sebastian ne fa la conoscenza quando dopo essere stato immerso nell'acqua saponata che serviva a lavare il "vestito provvisorio" di Ariel, finisce accidentalmente in cucina dove assiste al macabro sezionamento dei suoi simili e dei pesci. Il cuoco di conseguenza diventa subito nemico di Sebastian che cerca più volte di cucinare, ma fallisce.
- Carlotta, doppiata da Edie McClurg: la cameriera di Eric. È molto protettiva verso Ariel.[15]
- Grimsby, doppiato da Ben Wright: il leale e pratico maggiordomo di Eric, che fin dall'inizio aiuta e protegge il principe dai pericoli, cercando di istruirlo. È incredulo all'esistenza di re Tritone e delle sirene ed inoltre soffre il mal di mare. Questo è stato l'ultimo ruolo di Wright, che morì quattro mesi prima dell'uscita del film, aveva doppiato in precedenti film della Disney, come Rudy Radcliffe ne La carica dei cento e uno e Rama ne Il libro della giungla.[15]
- Flotsam e Jetsam, doppiati da Paddi Edwards: antagonisti secondari del film, sono due murene al servizio di Ursula, la quale è molto affezionata a loro e s'infuria dal dolore quando Ariel glieli fa accidentalmente uccidere con il tridente di Tritone. Quel che vedono i loro occhi appare nella sfera magica della loro padrona.[15]

## Produzione

### Sceneggiatura
La sirenetta fu originariamente progettato come parte di uno dei primi lungometraggi di Walt Disney, un film biografico a tecnica mista sulla vita di Hans Christian Andersen e sulle sue fiabe più famose. Il progetto venne iniziato nel '39 ma venne cancellato nel '42 a causa di vari problemi, principalmente perché gran parte degli animatori Disney vennero arruolati nella Seconda Guerra Mondiale.

Hans Christian Andersen autore della fiaba originale

Nel 1985, mentre curiosava in una libreria, il co-regista di Basil l'investigatopo Ron Clements scoprì una raccolta di fiabe di Andersen; decise quindi di presentare un progetto di due pagine di un film basato su "La sirenetta" al CEO Michael Eisner e al presidente dei Walt Disney Studios Jeffrey Katzenberg a un incontro sulle nuove idee. Eisner e Katzenberg passarono sopra al progetto, perché a quel tempo lo studio era in fase di sviluppo su un sequel della sua commedia Splash - Una sirena a Manhattan (1984) e sentiva che La sirenetta sarebbe stato un progetto troppo simile. Il giorno dopo, però, Katzenberg diede via libera all'idea per un possibile sviluppo, insieme a Oliver & Company. Durante la produzione negli anni ottanta, il personale trovò, per caso, il soggetto originale e il lavoro di sviluppo visivo fatto da Kay Nielsen per il film su Andersen proposto da Disney negli anni trenta. Molte delle modifiche apportate dal personale negli anni trenta alla storia originale di Andersen erano casualmente le stesse apportate dagli scrittori Disney negli anni ottanta.
Quell'anno, Clements e il co-regista di Basil l'investigatopo John Musker ampliarono l'idea di due pagine in una sceneggiatura approssimativa di 20 pagine, eliminando il ruolo della nonna della sirena e ampliando il ruolo del Re del Mare e la Strega del Mare. Tuttavia, i piani del film furono momentaneamente accantonati poiché la Disney concentrò la sua attenzione su Chi ha incastrato Roger Rabbit e Oliver & Company come uscite più immediate.
Nel 1987 l'autore di canzoni Howard Ashman venne coinvolto nella scrittura e lo sviluppo de La sirenetta dopo che gli era stato chiesto di contribuire con una canzone a Oliver & Company. Egli propose di cambiare il personaggio minore Clarence, il granchio maggiordomo inglese, in un granchio giamaicano rasta e spostando lo stile di musica in tutto il film per riflettere questo. Allo stesso tempo, Katzenberg, Clements, Musker e Ashman rividero il formato della storia per fare de La sirenetta un musical con una struttura della storia in stile Broadway, con le sequenze cantate usate come paletti del film. Ashman e il compositore Alan Menken, entrambi noti per il loro lavoro come autori del musical Off-Broadway di successo La piccola bottega degli orrori, si unirono per comporre l'intera colonna sonora cantata. Nel 1988, senza più Oliver & Company di mezzo, La sirenetta divenne la successiva uscita importante della Disney.

### Animazione
A La sirenetta furono dedicati più soldi e risorse di qualsiasi altro film d'animazione Disney degli ultimi decenni. Oltre alla sua struttura di animazione principale a Glendale (California), la Disney aprì un impianto satellitare di animazione durante la produzione de La sirenetta a Lake Buena Vista, vicino a Orlando (Florida), all'interno del parco a tema Disney-MGM Studios a Walt Disney World. Inaugurato nel 1989, i primi progetti dell'impianto Disney-MGM erano la produzione di un intero cortometraggio animato di Roger Rabbit, Roger Rabbit sulle montagne russe, e di contribuire al supporto per inchiostri e vernici de La sirenetta.
I supervisori all'animazione de La sirenetta includevano Glen Keane e Mark Henn su Ariel, Duncan Marjoribanks su Sebastian, Andreas Deja su Re Tritone e Ruben Aquino su Ursula. In origine a Keane era stato chiesto di lavorare su Ursula, poiché si era fatto una reputazione per il disegno di figure grandi e potenti, come l'orso in Red e Toby nemiciamici e il Professor Rattigan in Basil l'investigatopo. Keane, tuttavia, diventò uno dei due artisti principali sulla minuta Ariel, e curò il numero musicale "Part of Your World". Egli dichiarò scherzosamente che sua moglie era esattamente come Ariel "senza le pinne". Il tipo di corpo del personaggio e la sua personalità si basarono su Alyssa Milano, all'epoca protagonista della serie TV Casalingo Superpiù, e l'effetto dei suoi capelli sott'acqua si basava su riprese di Sally Ride quando era nello spazio.
Il design della malvagia strega del mare Ursula si basò sull'artista drag Divine. Pat Carroll non fu la prima scelta di Clements e Musker come voce di Ursula; lo script originale era stato scritto con in mente Bea Arthur della serie TV Disney Cuori senza età. Dopo che la Arthur rifiutò la parte, attrici come Nancy Marchand, Nancy Wilson, Roseanne, Charlotte Rae ed Elaine Stritch vennero considerate per la parte. La Stritch fu infine scelta per il ruolo di Ursula, ma si scontrò con lo stile di produzione musicale di Howard Ashman e venne sostituita dalla Carroll. Un'altra novità degli ultimi anni erano le riprese di attori e attrici dal vivo come materiale di riferimento del movimento per gli animatori, una pratica usata spesso per molti Classici Disney prodotti sotto la supervisione di Walt Disney. L'attrice di Broadway Jodi Benson fu scelta per interpretare Ariel, e Sherri Stoner, un'ex membro del gruppo di improvvisazione Groundlings, recitò le scene chiave di Ariel.
L'ambientazione subacquea necessitò dei maggiori effetti speciali animati per un Classico Disney da Fantasia nel 1940. Il supervisore degli effetti animati Mark Dindal stimò che oltre un milione di bolle vennero elaborate per questo film, oltre all'uso di altri processi come aerografia, retroilluminazione, sovrapposizione e un po' di animazione al computer. La manodopera artistica necessaria per La sirenetta richiese alla Disney di deferire la maggior parte degli effetti animati subacquei nel film alla Pacific Rim Productions, una società con sede in Cina con impianti di produzione a Pechino.
Un tentativo di utilizzare la famosa multiplane camera di Disney per la prima volta da anni, per scatti "profondi" di qualità, non riuscì perché la macchina era presumibilmente in condizioni fatiscenti. Gli scatti in multiplane furono invece fotografati presso una struttura di fotocamera d'animazione esterna.
La sirenetta fu l'ultimo film Disney ad utilizzare il tradizionale metodo di animazione con le cels dipinte a mano. Il successivo film Disney, Bianca e Bernie nella terra dei canguri, utilizzò un sistema digitale di colorazione e combinazione di disegni digitalizzati sviluppato per la Disney dalla Pixar, chiamato CAPS (Computer Animation Production System), che avrebbe eliminato la necessità di cels, multiplane camera e molti effetti ottici utilizzati per l'ultima volta ne La sirenetta. Un prototipo del CAPS venne utilizzato sperimentalmente in alcune scene de La sirenetta, e un'inquadratura prodotta utilizzando il CAPS – la penultima del film, con la nave di nozze di Ariel ed Eric che se ne va sotto un arcobaleno – appare nel film finito. La computer-generated imagery venne utilizzata per creare alcune delle navi distrutte nella battaglia finale, una scala dietro a un'inquadratura di Ariel nel castello di Eric, e la carrozza in cui Eric e Ariel viaggiano quando lei rimbalza su un burrone. Questi oggetti vennero animati usando modelli wireframe 3D, che furono stampati come linee su cels e verniciati tradizionalmente.

## Colonna sonora
La sirenetta è stato considerato da alcuni come "il film che ha portato Broadway nei cartoni animati". Alan Menken scrisse le musiche vincitrici del Premio Oscar e collaborò con Howard Ashman sulle canzoni.

### Tracce
1. Coro – La canzone dei marinai – 1:41
2. Alan Menken – Tema conduttore – 1:26
3. Alan Menken – Fanfara – 0:30
4. Coro – Le figlie di Tritone – 0:40
5. Simona Patitucci – La sirenetta – 3:09
6. Ronny Grant – In fondo al mar – 3:15
7. Simona Patitucci – La sirenetta (reprise) – 2:18
8. Sonia Scotti e Simona Patitucci – La canzone di Ursula – 4:51
9. Vittorio Amandola – Les poissons – 1:35
10. Ronny Grant – Baciala – 2:43
11. Alan Menken – Fuochi d'artificio – 0:38
12. Alan Menken – Il ballo dei marinai – 1:34
13. Alan Menken – La tempesta – 3:20
14. Alan Menken – La distruzione della grotta – 1:54
15. Alan Menken – Flotsam e Jetsam – 1:25
16. Alan Menken – In giro per il regno – 1:27
17. Alan Menken – È ora di coricarsi – 1:22
18. Alan Menken – L'annuncio del matrimonio – 2:18
19. Alan Menken – La riscossa di Eric – 3:43
20. Alan Menken – Gran finale – 3:11

Durata totale: 43:00

## Distribuzione

### Data di uscita
Il film uscì originariamente il 15 novembre 1989 insieme al primo cortometraggio di Wallace e Gromit Una fantastica gita, e venne riportato sugli schermi il 17 novembre 1997. Dopo il successo della riedizione 3D de Il re leone, la Disney aveva annunciato una riedizione 3D de La sirenetta prevista per il 13 settembre 2013, ma essa è stata cancellata il 14 gennaio 2013 a causa delle sottoperformance di altre riedizioni 3D Disney. La versione 3D del film verrà invece pubblicata in Blu-ray nell'autunno 2013, ma non in Italia. Il film venne anche presentato fuori concorso al Festival di Cannes 1990. In Italia il film, dopo essere stato presentato in anteprima al Salone Internazionale dei Comics il 1º novembre 1990, uscì nelle sale il 7 dicembre dello stesso anno distribuito da Warner Bros. Italia, e venne riedito successivamente nei cinema da Buena Vista International Italia nel febbraio 1998.
Le date di uscita internazionali sono state:
- 15 novembre 1989 negli Stati Uniti
- 17 novembre in Canada e Messico (La sirenita)
- 7 dicembre in Argentina (La sirenita)
- 14 dicembre in Perù (La sirenita)
- 15 dicembre in Brasile (A Pequena Sereia)
- 5 luglio 1990 in Australia
- 12 ottobre in Regno Unito
- 16 novembre in Danimarca (Den lille havfrue)
- 28 novembre in Francia (La petite sirène)
- 29 novembre in Germania (Arielle, die Meerjungfrau) e Norvegia (Den lille havfruen)
- 30 novembre in Finlandia (Pieni merenneito) e Svezia (Den lilla sjöjungfrun)
- 5 dicembre in Spagna (La sirenita)
- 6 dicembre in Ungheria (A kis hableány)
- 7 dicembre in Italia (La sirenetta)
- 21 dicembre nei Paesi Bassi (De kleine zeemeermin) e in Portogallo (A Pequena Sereia)
- 18 gennaio 1991 in Turchia (Küçük denizkizi)
- 24 gennaio a Hong Kong
- 14 luglio in Emirati Arabi Uniti
- 20 luglio in Giappone (Ritoru maameido)
- 21 dicembre in Corea del Sud (Ineogongju)
- 23 settembre 1998 in Kuwait
- 26 novembre in Russia (Русалочка)

### Edizione italiana
L'edizione italiana del film è stata curata dalla Royfilm, con l'adattamento dei dialoghi a opera di Andrea De Leonardis. Il doppiaggio, invece, venne eseguito presso la International Recording con la collaborazione della C.D.C. sotto la direzione di Manlio De Angelis. I testi delle canzoni sono di Ermavilo e la direzione musicale è di Pietro Carapellucci. La sirenetta è uno dei pochi Classici Disney dove i doppiatori italiani interpretano sia la parte parlata che quella cantata dei loro personaggi.

### Edizioni home video
La prima edizione VHS del film uscì in Italia nel settembre 1991. La seconda edizione fu edita a ottobre 1998. A differenza della precedente, questa edizione contiene il film restaurato.

## Accoglienza

### Incassi
All'inizio della produzione de La sirenetta, Jeffrey Katzenberg ammonì Ron Clements, John Musker e il loro personale, ricordando loro che, poiché La sirenetta era un "film per ragazze", avrebbe incassato meno di Oliver & Company, che era stato il Classico Disney di maggior successo da un decennio a quella parte. Tuttavia, quando il film era più vicino al completamento, Katzenberg si convinse che La sirenetta sarebbe stato un successo, e il primo lungometraggio animato a guadagnare più di 100 milioni di dollari e a diventare un "blockbuster".
Durante la sua uscita in sala originale del 1989, La sirenetta guadagnò 84 355 863 dollari al botteghino Nordamericano, finendo poco sotto alle aspettative Katzenberg, ma guadagnando il 64% in più di Oliver & Company. La sirenetta fu riedito nei cinema il 17 novembre 1997, lo stesso giorno di Anastasia, un film d'animazione di Don Bluth per la Fox Animation Studios. La riedizione incassò altri 27 187 616 dollari. Il film guadagnò anche 99,8 milioni di dollari al di fuori degli Stati Uniti e del Canada tra le due uscite, con un conseguente incasso totale internazionale di 211 milioni di dollari (nel 2023 aggiustato a circa 550 milioni di dollari per via dell'inflazione).

### Critica
Il film è stato acclamato dalla critica cinematografica, ottenendo elogi per l'animazione, la musica e i personaggi. Sull'aggregatore di recensioni Rotten Tomatoes ha un indice di gradimento del 93% basato su 71 recensioni con un voto medio di 8,2 su 10; il consenso critico del sito afferma: «La sirenetta ha inaugurato una nuova era d'oro per l'animazione Disney con personaggi disegnati a mano caldi e affascinanti e sequenze musicali accattivanti». Su Metacritic ha un punteggio medio ponderato di 88 su 100 basato su 24 recensioni, che indica "un plauso universale".
Roger Ebert, critico cinematografico per il Chicago Sun-Times, era entusiasta del film e scrisse che "La sirenetta è un'allegra e creativa fantasia animata – un film che è così creativo e così divertente che merita un confronto con il miglior lavoro Disney del passato". Ebert commentò positivamente anche il personaggio di Ariel, dichiarando: "…Ariel è un personaggio femminile pienamente realizzato che pensa e agisce in modo indipendente, anche ribelle, invece di ciondolare attorno passivamente mentre il fato decide il suo destino". Lo staff di TV Guide scrisse una recensione positiva, lodando il ritorno del film al tradizionale musical Disney e l'animazione del film. Eppure scrissero anche che il film è penalizzato dall'umorismo giovanile e dagli occhi dei personaggi umani. Dando comunque una recensione positiva, dichiararono che il film "non si può paragonare ai veri classici Disney (che attraevano equamente bambini e adulti)".
Lo staff di Variety lodò il film per il suo cast di personaggi, in particolare Ursula, così come la sua animazione. Affermarono che l'animazione "si dimostra lussureggiante e fluida, accresciuta dall'uso di ombra e di luce poiché elementi come fuoco, sole e acqua illuminano i personaggi". Inoltre venne elogiata la collaborazione musicale di Howard Ashman e Alan Menken "le cui canzoni spesso iniziano lentamente ma crescono in intelligenza e intensità". Todd Gilchrist di IGN scrisse una recensione positiva del film, affermando che il film è "un risultato quasi perfetto". Inoltre Gilchrist elogiò come il film riaccese l'interesse per l'animazione, poiché era uscito in un momento in cui l'interesse per l'animazione era in un momento di stasi. Hal Hinson del Washington Post scrisse una recensione mista del film, riferendosi ad esso come un "adattamento non spettacolare del classico di Hans Christian Andersen". Hinson continuò a scrivere che il film è nella media, anche nei suoi punti più alti. Egli scrisse che mentre non vi è nulla di sbagliato nel film, sarebbe stato difficile per i bambini identificarsi con Ariel, e che i personaggi sembravano insipidi. Hinson concluse la sua recensione dicendo che il film è "completo ma non entusiasmante, La sirenetta ha abbastanza per soddisfare qualsiasi ragazzino. Tutto quello che manca è la magia". Empire diede una recensione positiva al film, affermando che "[La sirenetta è] un film incantevole, che vanta tutti gli ingredienti che rendono un'esperienza Disney qualcosa di cui fare tesoro, ancora libera da tutti gli elementi politicamente corretti che hanno impantanato le produzioni più recenti".
Nell'aprile 2008 – quasi vent'anni dopo la prima distribuzione del film nel 1989 – gli utenti di Yahoo! votarono La sirenetta come nº 14 sui 30 migliori film d'animazione di tutti i tempi. Più tardi, quando Yahoo! aggiornò l'elenco nel giugno dello stesso anno, il film rimase nella lista ma perse sei posti finendo al nº 20 (solo altri tre film d'animazione Disney tradizionali – Aladdin, La bella e la bestia e Il re leone, rispettivamente – lo sorpassarono nel sondaggio anche dopo l'aggiornamento).
Nel 2011 Richard Corliss della rivista TIME lo nominò uno dei "The 25 All-TIME Best Animated Films".
La sirenetta, prima fiaba animata della Disney da La bella addormentata nel bosco (1959), è un film importante nella storia dell'animazione per molte ragioni. Prima fra queste è il suo ristabilimento dell'animazione come un'impresa vantaggiosa per la Walt Disney Company, poiché fin dagli anni cinquanta i parchi a tema, produzioni televisive e film live-action della società avevano oscurato il settore dell'animazione. La sirenetta fu il secondo film, dopo Oliver & Company, prodotto dopo che la Disney aveva iniziato ad ampliare la sua produzione animata dopo il successo del suo film d'animazione/live action Chi ha incastrato Roger Rabbit, e divenne il primo Classico Disney ad avere successo sia di critica che di pubblico da Le avventure di Bianca e Bernie nel 1977. La Walt Disney Feature Animation fu ulteriormente ampliata a seguito de La sirenetta e dei successi seguenti – La bella e la bestia (1991), Aladdin (1992) e Il re leone (1994). Il personale passò da 300 membri nel 1988 a 2 200 nel 1999, distribuiti in tre studi a Burbank (California), Lake Buena Vista (Florida) e Montreuil (Senna-Saint-Denis) in Francia. Questo periodo della storia dell'animazione Disney è a volte indicato come il "Rinascimento Disney".
Inoltre, La sirenetta segnò il ripristino del formato di film musicale come standard per i film d'animazione Disney. La maggior parte dei più popolari film d'animazione Disney dagli anni trenta erano musical, anche se per gli anni settanta e '80 il ruolo della musica era stato de-enfatizzato nei film. Oliver & Company (1988) era servito come una sorta di prova per il successo del formato musicale prima che la Disney si impegnasse sulla struttura in stile Broadway de La sirenetta.

## Riconoscimenti
Nel gennaio 1990 La sirenetta si guadagnò tre nomination all'Oscar, diventando così il primo film d'animazione Disney a guadagnare una nomination agli Oscar da Le avventure di Bianca e Bernie nel 1977. Il film vinse due dei premi, per la miglior canzone ("In fondo al mar") e miglior colonna sonora. Il film ottenne quattro nomination ai Golden Globe, tra cui Miglior film commedia o musicale, e vinse il premio per la miglior canzone ("In fondo al mar") e miglior colonna sonora.
Oltre al successo critico e commerciale del film stesso, la colonna sonora vinse due premi al 33° Grammy Award nel 1991: Best Album for Children e Best Score Soundtrack for Visual Media. Forte del successo del film e degli Oscar, Golden Globes e Grammy Awards della colonna sonora, l'album venne certificato doppio disco di platino dalla Recording Industry Association of America nel settembre 1990 per la spedizione di due milioni di copie della colonna sonora, un talento inaudito per un film d'animazione a quei tempi. Ad oggi, la colonna sonora è stata certificata sei volte disco di platino.
- 1990 – Premio Oscar
  - Miglior colonna sonora a Alan Menken
  - Miglior canzone (Under the Sea) a Alan Menken e Howard Ashman
  - Candidatura alla miglior canzone (Kiss the Girl) a Alan Menken e Howard Ashman
- 1990 – Golden Globe
  - Miglior colonna sonora a Alan Menken
  - Miglior canzone (Under the Sea) a Alan Menken e Howard Ashman
  - Candidatura al miglior film commedia o musicale
  - Candidatura alla miglior canzone (Kiss the Girl) a Alan Menken e Howard Ashman
- 1991 – Grammy Award
  - Miglior canzone (Under the Sea) a Alan Menken e Howard Ashman
  - Miglior registrazione per bambini
  - Candidatura alla miglior canzone (Kiss the Girl) a Alan Menken e Howard Ashman
  - Candidatura alla miglior composizione strumentale a Alan Menken
- 1989 – BMI Film & TV Award
  - Miglior colonna sonora a Alan Menken
- 1989 – Los Angeles Film Critics Association Award
  - Miglior film d'animazione a John Musker e Ron Clements
- 1991 – Artios Award
  - Candidatura al miglior casting per un film commedia a Mary V. Buck e Susan Edelman
- 1990 – Golden Reel Award
  - Miglior montaggio sonoro in un film d'animazione
- 1990 – Young Artist Awards
  - Miglior film d'animazione/d'avventura per la famiglia
- 1990 – Golden Screen
  - Golden Screen

## Altri media

### Televisione
La sirenetta - Le nuove avventure marine di Ariel (The Little Mermaid) è una serie televisiva animata che mostra le avventure della sirena Ariel prima degli eventi del film. Prima serie TV Disney ad essere basata su un grande film d'animazione, venne originariamente trasmessa sulla CBS dal 1992 al 1994.
Nel 2023 viene annunciata una nuova serie basata sul film, intitolata Ariel. È sempre un prequel del film ed esce nell'estate 2024 su Disney Junior. La serie però è molto simile di stile al remake del 2023.
Una serie di cortometraggi con protagonista il granchio Sebastian furono trasmessi come parte della serie animata Marsupilami, trasmessa dal 1993 al 1995.

### Videogiochi
The Little Mermaid, il primo videogioco basato sul film, fu sviluppato dalla Capcom e pubblicato per NES e Game Boy nel 1991. Nel 1992 venne pubblicato dalla SEGA Ariel the Little Mermaid per Sega Mega Drive e Game Gear. In seguito uscì per Game Boy Advance The Little Mermaid: Magic in Two Kingdoms, pubblicato dalla Buena Vista Games. Il videogioco più recente è The Little Mermaid: Ariel's Undersea Adventure, pubblicato per Nintendo DS nel 2006.
Personaggi e ambientazione del primo film appaiono nella serie di Kingdom Hearts , una serie crossover tra Square Enix e Disney. Ariel appare come membro della squadra, mentre Ursula è il boss nel mondo di Atlantica e uno dei membri del circolo interno di Malefica. Anche altri personaggi del film fanno delle apparizioni.

### Musical
Una versione teatrale pre-Broadway debuttò nel settembre 2007 a Denver, Colorado, all'Ellie Caulkins Opera House, con le musiche di Alan Menken, nuovi testi di Glenn Slater e un libro di Doug Wright. Il musical iniziò gli spettacoli a Broadway al Lunt-Fontanne Theatre il 3 novembre 2007, e aprì ufficialmente il 10 gennaio 2008. Il cast originale includeva Sierra Boggess come Ariel, Norm Lewis come Re Tritone, Sherie Rene Scott come Ursula, Eddie Korbich come Scuttle, Tituss Burgess come Sebastian, Sean Palmer come Principe Eric, Jonathan Freeman come Grimsby, Derrick Baskin come Jetsam, Tyler Maynard come Flotsam, Cody Hanford e J.J. Singleton come Flounder e John Treacy Egan come Chef Louis.
Lo spettacolo chiuse a Broadway il 30 agosto 2009, dopo 685 rappresentazioni e 50 anteprime.

### Altro
Nella collana A Twisted Tale di Giunti editore è stato pubblicato il libro Parte del tuo mondo, di Liz Braswll, che racconta una variante della storia immaginando cosa sarebbe accaduto se Ariel non avesse sconfitto Ursula.
Nella collana I capolavori di Disney editore è stato pubblicato il romanzo Il viaggio di Ariel, ambientato temporalmente tra il primo e il secondo film della serie, in cui Ariel è impegnata a portare la pace tra gli umani e le sirene artiche.

## Casi mediatici
Si presentarono delle controversie per quanto riguarda il disegno per la copertina della prima edizione in VHS del film, quando un attento esame rivelò una struttura dalla forma strana sul castello, molto simile a un pene. La Disney e il disegnatore della cover insistono sul fatto che fu un incidente, frutto di un frettoloso lavoro a tarda notte per finire il disegno della copertina. L'oggetto discutibile non appare sulla copertina della seconda edizione del film.
Una seconda asserzione riguarda la scena in cui il sacerdote che sta per celebrare il matrimonio tra Eric e Vanessa sembra avere un'erezione. Il sacerdote è un uomo di bassa statura, vestito con abiti da Vescovo, e un piccolo rigonfiamento è leggermente evidente in alcuni dei fotogrammi, che in realtà poi si dimostrò essere un ginocchio del tozzo uomo, ma l'immagine è piccola ed è molto difficile distinguere. Gli incidenti combinati portarono una donna dell'Arkansas a sporgere denuncia contro la Walt Disney Company nel 1995, anche se ritirò la causa due mesi dopo.

## Sequel e Prequel
Sono stati prodotti due sequel direct-to-video del film. La sirenetta II - Ritorno agli abissi (The Little Mermaid II: Return to the Sea) è un sequel direct-to-video del film. Venne distribuito direttamente in VHS e DVD il 19 settembre 2000. Diretto da Jim Kammerud e Brian Smith, ha come protagonista Melody, la figlia di Ariel, che vorrebbe essere una sirena. Il secondo, La sirenetta - Quando tutto ebbe inizio (The Little Mermaid: Ariel's Beginning), è invece un prequel direct-to-video che fu distribuito il 26 agosto 2008. Diretto da Peggy Holmes, racconta un'avventura inedita di Ariel, avvenuta prima degli eventi descritti nel film del 1989, nel quale la sirena lotta per la reintroduzione della musica bandita dal padre nell'intero regno.

## Remake live-action
Nel maggio 2016 viene riportato che la Disney ha in lavorazione una versione in live-action del film. Tre mesi più tardi si annuncia che Alan Menken sarebbe tornato in qualità di compositore del film con la partecipazione di Lin-Manuel Miranda, che parteciperà come produttore della pellicola. Nel dicembre 2017 viene riferito che Rob Marshall è la prima scelta della Disney per dirigere il film con Jane Goldman per scrivere la sceneggiatura. Nel luglio 2019 Halle Bailey viene scelta per interpretare Ariel e nel novembre successivo Jonah Hauer-King viene confermato per il principe Eric. Il film è stato distribuito nei cinema statunitensi il 26 maggio 2023, mentre in quelli italiani il 24 maggio dello stesso anno.